# Gamli kanóki
Gamli kanóki (kaniken Gamle eller "den gamle kaniken") var en isländsk skald verksam under 1100-talets senare hälft och kanske några år in på 1200-talet. Gamli (Gamle) är ett ovanligt namn och kan också ha varit ett tillnamn eller smeknamn med betydelsen "gubben" eller "den gamle". I Jóns saga postula kallas han dock för bróðir Gamli ("broder" eller munken Gamle), vilket tyder på att Gamli bör uppfattas som ett namn.
Gamli är mest känd som författare till Harmsól: en kristen drapa på dróttkvætt med 65 strofer och fem stefjabalkar. Drapan har bevarats i den illa medfarna handskriften AM 757 a 4to, där både drapans namn och Gamli kanóki omtalas.
Gamli sägs också ha skrivit en Jóansdrápa om aposteln Johannes, varav fyra strofer på hrynhenda (forsrim) har bevarats i Jóns saga postula. Sagaförfattaren uppger här att Gamli var kanik i augustinerklostret Þykkvabæjarklaustur på sydöstra Island – och detta är den enda biografiska notis som finns om Gamli. Klostret grundades 1168 med Torlak Torhallsson som dess förste abbot, och dikten Harmsól kan på filologiska grunder dateras till tiden 1175 – 1200, vilket på ett ungefär kan ringa in Gamli kanókis verksamhetstid.